# Trio (muziek)

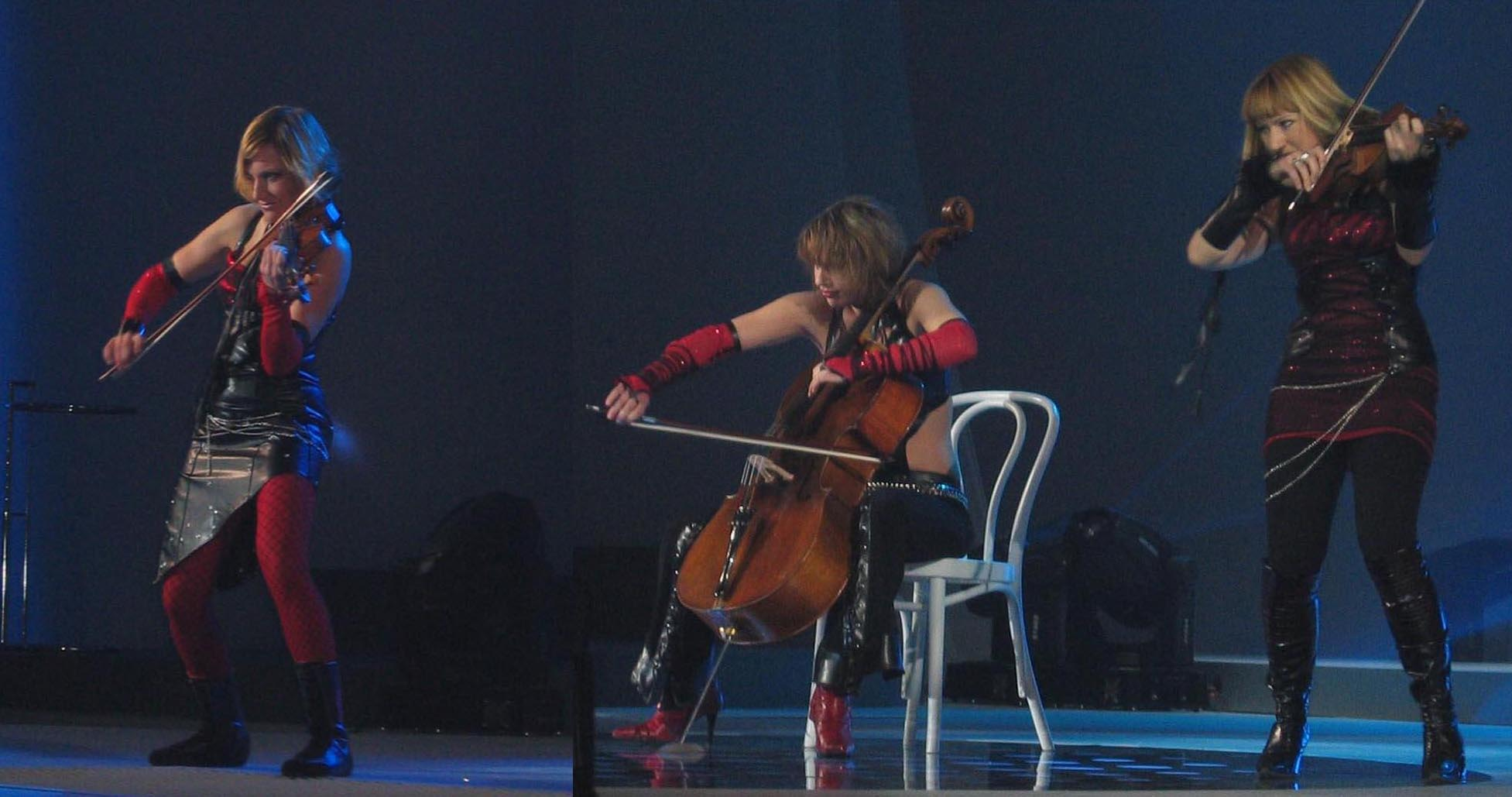
Trio Rožmarinke

De term trio (of terzet) heeft in de muziek meerdere betekenissen. De term wordt zowel gebruikt voor een groep spelers, als in betekenis van een muziek- of compositievorm.

## Groep van drie musici
Een trio is een groep van drie muzikanten die samen kamermuziek uitvoeren voor drie instrumenten, of drie musici die samen optreden in elk ander genre van muziek. 
Zo kan men ook spreken van een zangtrio, wanneer drie zangsolisten met een orkest of band optreden, zoals De 3 Baritons of De Drie Tenoren. In de opera (bijvoorbeeld die van Mozart) treedt regelmatig een zangtrio op van drie solisten, begeleid door orkest.

## Werk voor twee solo-instrumenten en basso continuo
In de periode voor het classicisme was een trio een compositie voor twee solisten (instrumentaal of zang), begeleid door een basso continuo, bestaande uit een klavecimbel en cello (of fagot). In dit geval dus vier spelers, maar feitelijk 3 hoofdstemmen (twee melodielijnen en een baslijn).

## Deel van een muziekstuk
Een trio is ook, vanaf het classicisme, een vormonderdeel (een 'intermezzo') van een compositie, meestal van een scherzo of menuet. Ook komen in marsen soms trio's voor als intermezzo. De speelvolgorde is dan meestal scherzo of menuet (meestal herhaald) - trio (meestal herhaald) - opnieuw scherzo of menuet (nu meestal zonder herhaling). Dit soort trio vindt zijn ontstaan bij onder anderen Lully, die driestemmige Trio-episoden voor twee hobo's en fagot schreef, tegenover de 5-stemmige bezetting in andere delen van zijn werk. Het trio heeft in oude muziek vaak tevens de functie van refrein. In de tijd na het classicisme duikt het trio ook weer op als zelfstandige compositie met een doorgaans diverterend karakter.

## Zelfstandig werk voor drie instrumenten
De term 'trio' heeft ook betrekking op een zelfstandig werk dat voor drie instrumenten geschreven is. Trio's zijn gecomponeerd door onder meer Joseph Haydn, Wolfgang Amadeus Mozart, Ludwig van Beethoven, Franz Schubert en vele andere componisten. Bekende combinaties van instrumenten zijn: viool-cello-piano (pianotrio), viool-altviool-cello (strijktrio), en viool-altviool-piano, maar er zijn ook trio's voor geheel afwijkende combinaties van instrumenten, bijvoorbeeld gitaartrio's, klarinettrio's enz.

## Orgeltrio
Een orgeltrio is een compositie voor orgel, waarin de term 'trio' verwijst naar de twee handen (linker- en rechterhand, of twee manualen) en het pedaalwerk.

## Terzet
De term terzet behelst doorgaans een triocompositie voor drie instrumenten of instrumentalisten, of een werk waarin drie zangstemmen soleren (al dan niet begeleid door andere instrumenten).
Naar aantal leden: Eenmansorkest / Solist · Duo ·  Trio ·  Kwartet ·  Kwintet · Sextet · Septet · Octet · Nonet